# No Frauds
No Frauds (dt. Keine Betrüger) ist eine Single der Sängerin und Rapperin Nicki Minaj, des kanadischen Rappers Drake und des US-amerikanischen Rappers Lil Wayne. Der Song wurde von Murda Beatz und dem deutschen Produzenten-Duo Cubeatz produziert. No Frauds erschien am 10. März 2017 zusammen mit zwei weiteren Singles Changed It und Regret in Your Tears unter den Labels Young Money Entertainment, Cash Money Records und Republic Records.

## Hintergrund
No Frauds ist neben Changed It und Regret in Your Tears eine der drei Singles, die die Rapperin am 10. März 2017 veröffentlichte. In dem Song antwortet Minaj auf die Vorwürfe der US-Rapperin Remy Ma, welche im Vorfeld mit den zwei Disstracks shETHER und Another One gegen Minaj feuerte. Minaj rappt somit unter anderem über die Inhaftierung oder die Erfolglosigkeit von Remy Ma. Der Song wird Teil ihres kommenden vierten Studioalbums sein.
No Frauds debütierte auf Platz 95 der deutschen Charts. In den USA schaffte es der Song auf Platz 14 der Billboard Hot 100 Charts. Minaj brach damit erstmals seit 40 Jahren den Rekord für die meisten Billboard-Hot-100-Einträge einer Künstlerin, welcher zuvor bei 73 lag und von Aretha Franklin aufgestellt wurde.

## Musikvideo

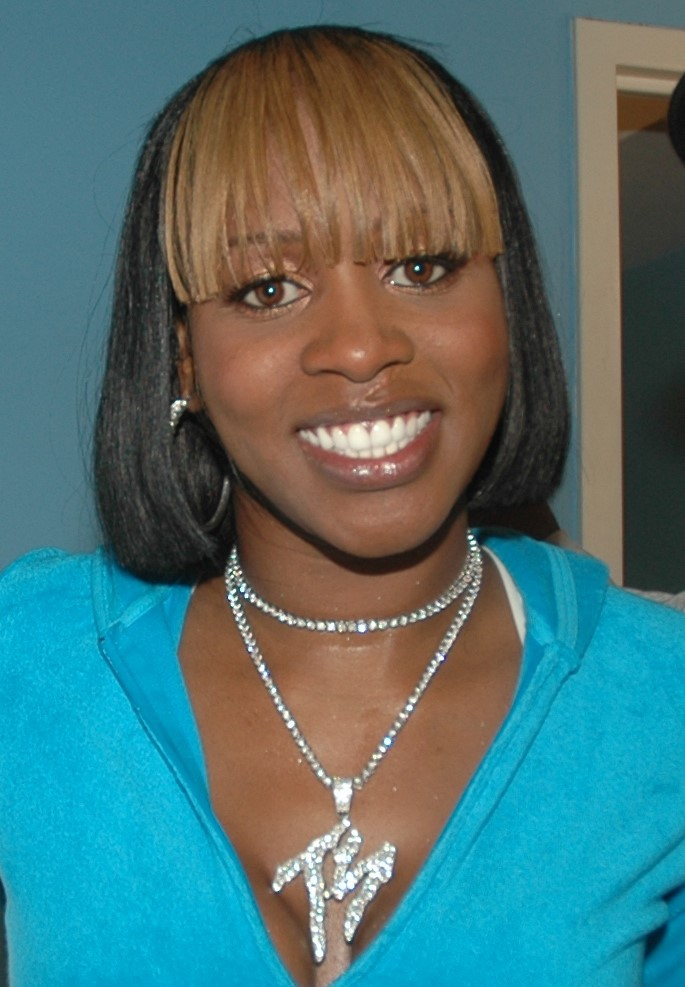
US-Rapperin Remy Ma (Bild) wird in dem Song thematisiert.

### Hintergrund
Das offizielle Musikvideo wurde am 19. April 2017 auf Vevo und Minajs Youtube-Kanal hochgeladen. Regie führte Benny Boom.
Das Video wurde in Paris und London gedreht und zeigt einige Sehenswürdigkeiten wie den Big Ben, das London Eye oder die Westminster Bridge.

### Rezeption
Das Musikvideo stoß stellenweise auf Kritik von Fans und der britischen Presse, da einige Szenen auf der Westminster Bridge in London gedreht wurden, welche einen Tag später Schauplatz eines Terroranschlags wurde. Die britische Tageszeitung The Sun berichtete zwischenzeitlich nach Aussagen eines unbenannten Insiders, dass die Szenen auf der Londoner Brücke aus dem Video geschnitten werden würden. So hieß es: „Als alle Beteiligten am Projekt die Neuigkeiten [über den Terroranschlag] gehört haben, waren sie niedergeschlagen und der Meinung, dass es geschmacklos sei es im Video zu lassen. Die anderen London-Szenen werden bleiben, doch es ist sehr zweifelhaft, ob es das Filmmaterial auf der Brücke in das finale Produkt schafft.“ Letztenendes blieb das Video jedoch unverändert.

## Rezeption

### Chartplatzierungen
| ChartsChartplatzierungen       | Höchstplatzierung | Wochen |
| ------------------------------ | ----------------- | ------ |
| Deutschland (GfK)              | 95 (1 Wo.)        | 1      |
| Österreich (Ö3)                | 50 (1 Wo.)        | 1      |
| Schweiz (IFPI)                 | 49 (1 Wo.)        | 1      |
| Vereinigte Staaten (Billboard) | 25 (4 Wo.)        | 4      |
| Vereinigtes Königreich (OCC)   | 14 (7 Wo.)        | 7      |

### Auszeichnungen für Musikverkäufe
| Land/Region                  | Auszeichnungen für Musikverkäufe (Land/Region, Auszeichnung, Verkäufe) | Verkäufe |
| ---------------------------- | ---------------------------------------------------------------------- | -------- |
| Australien (ARIA)            | Platin                                                                 | 70.000   |
| Brasilien (PMB)              | Gold                                                                   | 20.000   |
| Kanada (MC)                  | Gold                                                                   | 40.000   |
| Vereinigtes Königreich (BPI) | Silber                                                                 | 200.000  |
| Insgesamt                    | 1× Silber · 2× Gold · 1× Platin ·                                      | 330.000  |

Hauptartikel: Nicki Minaj/Auszeichnungen für Musikverkäufe